# Ситни преваранти
Ситни преваранти је америчка крими - комедија из 2000. године коју је написао и режирао Вуди Ален, а радња филма има неке сличности са оном из 1942. године  У њему играју Ален, Хју Грант, Елејн Меј и Трејси Алман.
Ситни преваранти је добио позитивне критике од критичара. Улман је такође била номинована за награду Златни глобус за најбољу глумицу – филмска комедија или мјузикл, а Меј је освојила награду за најбољу споредну глумицу на наградама Националног друштва филмских критичара.

## Радња филма
Каријерни криминалац Реј (Вуди Ален) и његови пријатељи желе да закупе затворену пицерију како би могли да ископају тунел од подрума ресторана до оближње банке. Рејева супруга Френчи (Трејси Улман) покрива шта они раде продајом колачића у ресторану. Шема пљачке убрзо се показује као јадан неуспех, али након што дају франшизу за посао, продаја колачића их чини милионерима.
Једног дана Френчи приређује велику журку и чује људе како се ругају њиховом лошем укусу за украшавање и недостатку културе. Она тражи од трговца уметнинама по имену Дејвид (Хју Грант) да обучи њу и Реја како би се уклопили у америчку вишу класу. Реј мрзи сваки минут, али Френчи воли њихову нову културу.
Оно што Френчи не зна је да је Дејвид заправо само користи за финансирање својих уметничких пројеката. Реј се коначно засити и напусти Френчи. Дејвид и Френчи одлазе у Европу ради више културног просветљења и док је тамо, она добија позив и сазнаје да су је преварили њени рачуновође. Изгубила је све, укључујући своју компанију с колачићима, дом и имовину. Дејвид се одмах окреће према њој и одмах је баци.
У међувремену, Реј је поново постао лопов и покушава да украде вредну огрлицу на забави. Направио је дупликат и низом околности помешао дупликат и прави. На забави сазнаје да је Френчи шворц, па одлази и одлази да је види. Он је теши говорећи да је украо вредну огрлицу и показује јој је. Њено новооткривено културно просветљење јој омогућава да каже да је огрлица лажна; Реј је погрешио. Али она производи веома скупу кутију за цигарете коју је једном дала Давиду на поклон, али је украла назад након што ју је оставио. Некада је припадао војводи од Виндзора. Они се помире, одлуче да га продају и повуку на Флориду .

## Глумци
- Вуди Ален као Реј Винклер
- Трејси Алман као Френсис "Френчи" Фокс-Винклер
- Хју Грант као Дејвид Перет
- Џон Ловиц као Беџамин "Бени" Буковски

## Пријем

### Благајна
Ситни преваранти појавио се истог дана када и Диносаур и Бруцоши у фрци и био је Аленов филм са највећом зарадом на благајнама у Северној Америци између Злочина и прекршаја из 1989. и Завршни ударац из 2005, са зарадом од 17,2 милиона долара. Међутим, то је био и један од ретких каснијих Аленових филмова који су имали лошије резултате ван САД и Канаде, а његова глобална зарада износила је 29,9 милиона долара. 

### Критички одговор
На Rotten Tomatoes-у филм има оцену одобравања од 66% на основу критика од 100 критичара, са просечном оценом од 6,3/10. Критички консензус веб странице гласи: „Вуди Ален се уздиже из свог недавног пада са Ситни преваранти. Једноставан, смешан филм, Ситни преваранти доказује да Ален још увек има додир који је његово име учинио синонимом за необавезну комедију.“  На Метакритик-у филм има просечну оцену 69 од 100, на основу критика 32 критичара, што указује на „генерално позитивне критике“.  Публика је филму оцену „Б“ на скали од А до Ф. 
Стивен Холден из Њујорк тајмса је написао: „У овом слатком, смешном трагу филма, господин Ален одбацује своју легендарну зебњу и враћа се духом у оне раширених очију прошлих дана, пре него што су Чехов, Кафка и Ингмар Бергман напали његов стваралачка машта“.  Тод Мекарти из часописа Вариети назвао га је „Лаким, пријатним играма које задовољавајуће цик-цак круже у правцима који нису очигледни на почетку и садржи неки интригантно лични подтекст за дугогодишње посматраче Вудија“.  Роџер Еберт дао му је 3 од 4 и написао: „Колико год да су (наводно) глупи, ликови су паметнији, оштрији и оригиналнији од туробне гомиле у толико нових комедија. " 

### Признања
Улман је била номинована за награду Златни глобус за најбољу глумицу – филмски мјузикл или комедија за своју изведбу, а Елејн Меј је освојила награду за најбољу споредну глумицу на Наградама Националног друштва филмских критичара за своју изведбу. 